# Верхнє Сяглово
Верхнє Сяглово (рос. Верхнее Сяглово) — присілок в Думіницькому районі Калузької області Російської Федерації.
Населення становить 17 осіб. Входить до складу муніципального утворення Присілок Верхнє Гульцово.

## Історія
Від 2004 року входить до складу муніципального утворення Присілок Верхнє Гульцово.

## Населення
| 2002 | 2010 |
| ---- | ---- |
| 11   | ↗17  |